# 徳川亀松
徳川 亀松（とくがわ かめまつ、寛永20年2月29日（1643年4月17日）? - 正保4年8月4日（1647年9月2日））は、江戸時代前期の徳川氏の一族。徳川家光の次男（または三男）。徳川家綱・徳川綱重・千代姫の異母弟。徳川綱吉・徳川鶴松の異母兄。

## 略歴
生年には2説がある。『徳川幕府家譜』では寛永20年、『徳川実紀』『江戸幕府日記』等では正保2年2月29日（1645年3月26日）とある。前者の場合は綱重より年長となるため綱重の異母兄、後者の場合は異母弟とされている。また生母は綱吉と同じお玉の方（桂昌院）とされているが、『徳川実紀』および『以貴小伝』においては、生母は「まさの局(おまさの方) 」と記されている。
生まれた年の9月11日に宮参りをするが、正保4年8月4日に5歳（または3歳）で夭逝した。